# Fabien Nataf
Fabien Nataf est un compositeur et producteur de musique français.
Il est principalement connu pour ses musiques de série d'animation de fiction et avoir composé les chansons Je ne sais pas, Tant pis et Ça ira interprétées par Joyce Jonathan.

## Biographie
Il compose les singles Je ne sais pas et Tant pis pour Joyce Jonathan qui remporte en 2011 la révélation française de l’année aux NRJ Music Awards.
La même année, il remporte, en tant que compositeur, le grand prix de l'Union nationale des auteurs compositeurs (UNAC), décerné par la SACEM, pour la chanson Je ne sais pas, qui est une des chansons les plus diffusées en TV et radio en 2010 pour finalement atteindre le top 3 des titres les plus téléchargés.
TF1 fait appel à ses services pour composer la BO de la série Clem (Lucie Lucas, Victoria Abril) produite par Merlin production.
La série Clem est un des gros succès d’audience de la chaîne.
Il compose la musique du générique de la série quotidienne de TF1 Demain nous appartient interprétée par Lou.
Le 17 mars 2014 Fabien Nataf remporte pour la seconde fois, en tant que compositeur, (au côté de Carla Bruni, Maxime Le Forestier et Louis Chedid), le grand prix de l'Union nationale des auteurs compositeurs (UNAC), décerné par la SACEM, pour la chanson Ça ira interprétée par Joyce Jonathan.  
Il fonde le studio de production musicale OVERLOAD consacré à la musique de séries (animation & fictions).  
On lui doit  également la musique de plusieurs documentaires et films publicitaires.  

## Œuvres

### Fictions
- 2010-2023 : Clem (TF1)
- 2011 : Week-end chez les toqués (TF1)
- 2012 : À votre service (TF1)
- 2014 : La crèche des hommes (France 2)
- 2015 : On se retrouvera (TF1)
- 2016 : Instinct
- 2017 : Le Prix de la vérité (Épisodes/ France 3)
- 2017 : On va s'aimer, un peu, beaucoup (France 2)
- 2019 : On va s'aimer, un peu, beaucoup, saison 2 (France 2)
- 2019 : Clem IX (TF1)
- 2019 : Le Prix de la loyauté (France 3)
- 2022 : Ils s'aiment... enfin presque ! (TF1)
- 2023 : Simon Coleman (France 2)
- 2025 : Erica (TF1)

### Séries d'animation
- 2010 : Zig et Sharko (Xilam Animation)
- 2014 : Robin des bois (Method Animation)
- 2016 : Sept nains et moi (Method Animation)
- 2017 : Tib et Tatoum (GO-N productions)
- 2018 : Robin des bois, saison 2 (Method Animation)
- 2019 : Taffy (Turner-Cybergroup)
- 2019 : Apollon et les Drôles de petites bêtes (On Kids & Family)
- 2021 : Robin des bois, saison 3
- 2021 : Droners (La Chouette Compagnie/Cybergroup)
- 2022 : Taffy saison 2
- 2022 : Imago
- 2023 : Droners, saison 2
- 2024 : Robin des bois, saison 4
- 2024 : Azuro & la Brigade des dragons
- 2025 : Shaker Monster

## Discographie
- 2009 : Family Business - BO du film Tellement proches
- 2009 - 2010 : Je ne sais pas (composée pour Joyce Jonathan)
- 2010 : BO de la série Clem
- 2011 :  Je ne sais pas et Tant pis (composées pour Joyce Jonathan)
- 2013 : Ça ira (composée pour Joyce Jonathan)

Nomination « chanson francophone de l'année » aux NRJ Music Awards 2014
- 2017 : Je ne veux pas de toi (composée pour Joyce Jonathan)
- 2017 : Demain, générique de la série Demain nous appartient sur TF1 (composée pour Lou Jean)
- 2017 : Musique et chansons originales de la série On va s'aimer un peu, beaucoup... sur France 2.